# Macross II
The Super Dimension Fortress Macross II: Lovers, Again (超時空要塞マクロスII Lovers Again?, Chojiku yosai Macross II - Lovers Again), anche conosciuto come Super Dimensional Fortress Macross II o semplicemente Macross II, è il primo sequel creato per la prima serie di Macross. Si tratta di una serie OAV, consistente di sei episodi prodotti nel 1992.
La serie è arrivata in Italia grazie alla Yamato Video che la pubblicò in tre videocassette. Negli Stati Uniti invece la serie è stata pubblicata come un film di 250 minuti dal titolo Super Dimensional Fortress Macross II: the Movie e adattato dalla Manga Entertainment.

## Trama
Anno 2089. Sono passati ottanta anni dagli eventi raccontati dalla prima serie e le vite degli umani e degli zentradi sono profondamente cambiate. Entrambe le razze vivono pacificamente sulla Terra, quando si presenta all'orizzonte una nuova minaccia proveniente dall'esterno del sistema solare: gli alieni "marduk". Mentre infuriano le prime battaglie fra le flotte terrestri e le astronavi marduk, il giovane reporter Hibiki Kanzaki conosce Ishtar, una giovane "emulator", cioè una creatura umanoide in grado di potenziare con il proprio canto i soldati marduk. Affascinato dalla giovane aliena, Hibiki porta Ishtar sulla Terra per farle capire il valore della vita e della cultura. Insieme con l'abilissima pilota Silvie Gena, Hibiki e Ishtar devono trovare il modo per salvare la Terra dalla distruzione totale dai crudeli marduk.

## Episodi
1. Contact (コンタクト)
2. Ishtar (イシュタル)
3. Festival (フェスティバル)
4. Marduk Disorder (マルドゥーク・ディスオーダ)
5. Station Break (ステーション・ブレイク)
6. Sing Along (シング・アロング)

## Personaggi e doppiatori
- Hibiki Kanzaki - Tsutomu Takayama (JAP); Luca Sandri (ITA)
- Ishtar - Hiroko Kasahara (JAP); Lara Parmiani (ITA)
- Silvie Gena - Yumi Tōma (JAP); Alessandra Felletti (ITA)
- Nexx - Bin Shimada (JAP); Claudio Beccari (ITA)
- Lord Feff - Tōru Furuya (JAP); Gianni Quillico (ITA)
- Lord Emperor Ingues - Ryōtarō Okiayu (JAP); Silvano Piccardi (ITA)
- Dennis Lone - Ryūzaburō Ōtomo (JAP); Maurizio Trombini (ITA)
- Mash - Takeshi Kusao (JAP); Gualtiero Scola (ITA)

## Colonna sonora
Sigla di apertura
1. "2 Oku nen mae no Youni Shizukadane" cantata da Mika Kaneko

Sigle di chiusura
1. "Deja Vu (Sobai ite - Please Come Back To Me)" cantata da Mika Kaneko (eps 1-5)
2. "Yakusoku" cantata da Hiroko Kasahara (ep 6)